# Delma grayii
Delma grayii là một loài thằn lằn trong họ Pygopodidae. Loài này được Smith mô tả khoa học đầu tiên năm 1849.